# خط خدادوست
خط خدادوست هو ظاهرة طبية تشير إلى حدوث مضاعفات للقرنية بعد إجراء عملية زرع القرنية. سميت هذه الظاهرة بخط خدادوست تميناً باسم البروفيسور علي أصغر خدادوست بسبب أبحاثه التي استمرت لسنوات عديدة حول هذا الموضوع. هذه الحالة الطبية تشبه حالة رفض الطعم بعد عملية زراعة الأعضاء، إلا أنها تحدث بسبب رفض الجهاز المناعي للقرنية المزروعة بدلاً من العضو الداخلي.
يتكون خط خدادوست من خلايا أحادية النواة (ضمن مجموعة خلايا الدم البيضاء). تظهر هذه الخلايا على طرف القرنية المزروعة حديثاً، والتي تحتوي على أوعية دموية. إذا لم يتم العلاج، فإن خط خلايا الدم البيضاء ستنتقل عبر خلايا بطانة القرنية، مما يؤدي في إتلافها على خلال أيام معدودة.
من الممكن منع المزيد من الضرر للقرنية المزروعة عن طريق استعمال المثبطات المناعية. 

## روابط خارجية
- Ficker LA، Kirkness CM، Steele AD، Rice NS، Gilvarry AM (1990). "Intraocular surgery following penetrating keratoplasty: the risks and advantages". Eye. ج. 4 ع. 5: 693–7. DOI:10.1038/eye.1990.97. PMID:2282943.
- Khodadoust AA، Karnama Y، Stoessel KM، Puklin JE (نوفمبر 1986). "Pars planitis and autoimmune endotheliopathy". American Journal of Ophthalmology. ج. 102 ع. 5: 633–9. DOI:10.1016/0002-9394(86)90537-4. PMID:3777084.
- Khodadoust AA، Silverstein AM (فبراير 1976). "Induction of corneal graft rejection by passive cell transfer". Investigative Ophthalmology. ج. 15 ع. 2: 89–95. PMID:1357. مؤرشف من الأصل في 2013-04-15.